# هی آیت‌الله، دست از سر این بچه‌ها بردار
هی آیت‌الله، دست از سر این بچه‌ها بردار (به انگلیسی: !Hey Ayatollah, Leave Those Kids Alone) نام نسخه جدید از آهنگ خشتی دیگر در دیوار اثر گروه پینک فلوید است که توسط دو ایرانی مقیم کانادا ساخته و به این نام تغییر یافته‌است. این دو ایرانی که نمی‌خواستند نام کاملشان منتشر شود نام‌های «Sepp» و «Sohl» را برای خود برگزیدند ویدئوی این آهنگ که در سایت یوتیوب منتشر شده‌است بیش از ۵۰۰ هزار بار دیده شده‌است  در ساخت ویدئو این آهنگ، بابک پیامی فیلمساز ایرانی و «تری براون» تهیه‌کننده کانادایی مشارکت داشتند.